# Renata Vlachová
Renata Vlachová (* 11. prosince 1944) je bývalá československá reprezentantka v orientačním běhu. Získala dvě bronzové medaile ze štafet z mistrovství světa v orientačním běhu a jednu bronzovou medaili z mistrovství světa v lyžařském orientačním běhu.
V roce 2014 byla uvedena do Síně slávy orientačního sportu.

## Sportovní kariéra

### Umístění na MS
| Friedrichsroda 1970 | 13. místo | 5. místo |
| Staré Splavy 1972   | 11. místo | 3. místo |
| Viborg 1974         | 5. místo  | 3. místo |
| Aviemore 1976       | 24. místo | 5. místo |

| Velingrad 1977 | 12. místo | 3. místo |

### Umístění na MČSR
| MČSR 1968 | D21 – ženy | 7. místo  |          | VSK VŠB TU Ostrava |
| MČSR 1969 | D21 – ženy | 6. místo  |          | VSK VŠB TU Ostrava |
| MČSR 1970 | D21 – ženy | 5. místo  |          | VSK VŠB TU Ostrava |
| MČSR 1971 | D21 – ženy | 1. místo  |          | VSK VŠB TU Ostrava |
| MČSR 1972 | D21 – ženy | 1. místo  | 2. místo | VSK VŠB TU Ostrava |
| MČSR 1973 | D21 – ženy | 2. místo  |          | VSK VŠB TU Ostrava |
| MČSR 1974 | D21 – ženy | 1. místo  |          | VSK VŠB TU Ostrava |
| MČSR 1975 | D21 – ženy |           | 1. místo | VSK VŠB TU Ostrava |
| MČSR 1976 | D21 – ženy | 1. místo  |          | VSK VŠB TU Ostrava |
| MČSR 1978 | D21 – ženy | 10. místo |          | VSK VŠB TU Ostrava |